# مشروع الجبل
مشروع الجبل هو موقع ويب من نوع مشروع مجتمعي ‏ أنشئ في 2005، يقع مقره الرئيسي في الولايات المتحدة، ومحتواه الأساسي حول تسلق.

## وصلات خارجية
- الموقع الرسمي